# Konik osiodłany
Konik osiodłany (Chorthippus dorsatus) – euroazjatycki gatunek owada prostoskrzydłego z rodziny szarańczowatych (Acrididae). 
W Polsce jest szeroko rozprzestrzeniony i pospolity, występuje na obszarze całego kraju, z wyjątkiem Kotliny Nowotarskiej i Tatr. Do preferowanych przez niego siedlisk należą niskie torfowiska i łąki.